# Mädchenschule
Eine Mädchenschule ist eine Schulform, die nur von Mädchen besucht wird. In der Gegenwart gibt es nur noch wenig Mädchenschulen in Deutschland.

## Geschichte in Deutschland

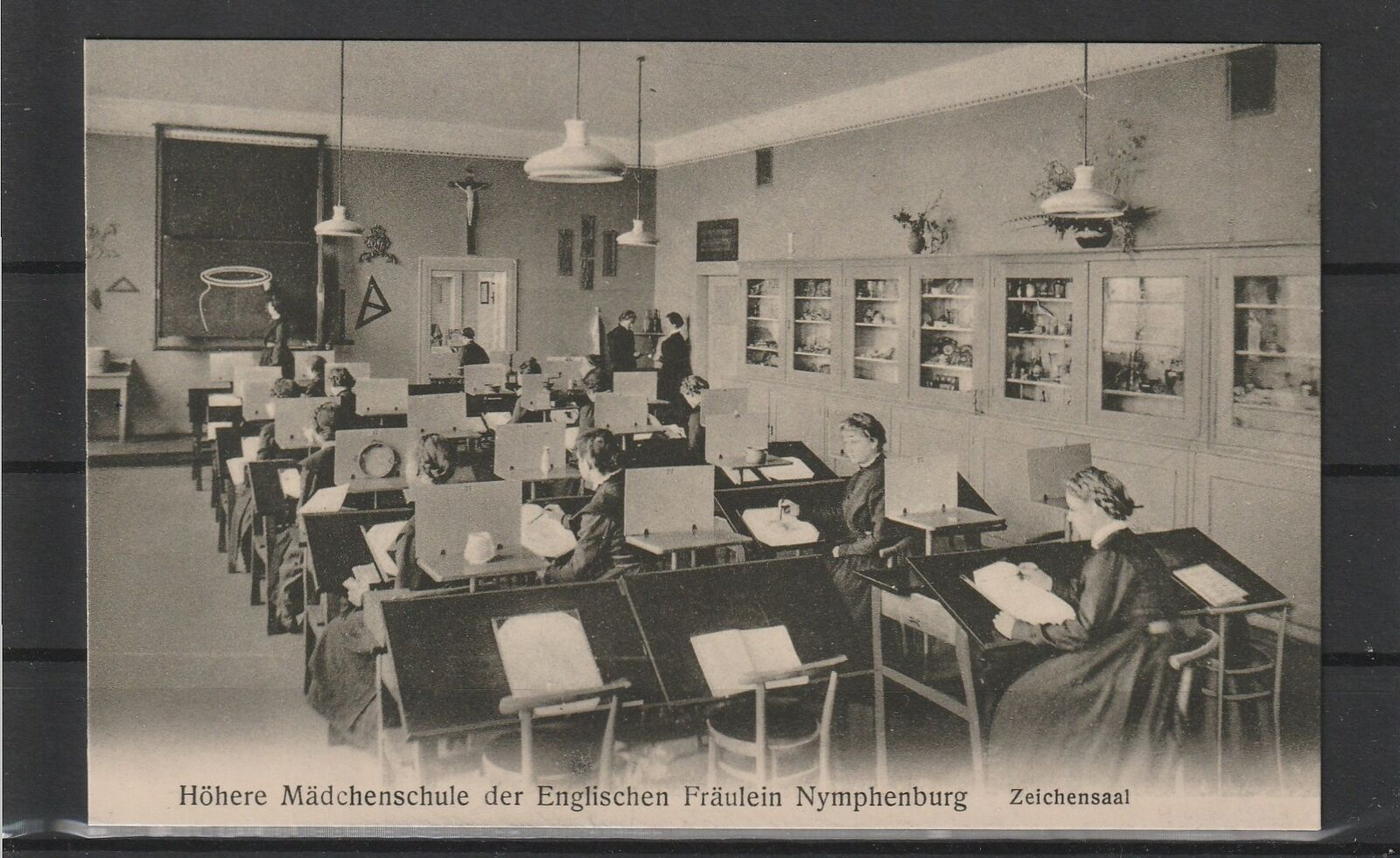
Höhere Mädchenschule Nymphenburg, um 1914

Im europäischen Mittelalter unterrichteten viele Nonnenklöster Mädchen, vor allem mit religiöser Unterweisung, aber auch in Lesen und Schreiben und praktischen Tätigkeiten.
Seit dem 17. Jahrhundert widmeten sich vor allem die Ursulinen und die Englischen Fräulein einer etwas anspruchsvolleren Bildung für Mädchen.
In den meisten Orten in den deutschen Territorien wurden Mädchen aber gemeinsam mit Jungen in Volks- und Gemeindeschulen unterrichtet, teilweise in getrenntem Unterricht. Eine höhere Bildung wie für Jungen war für sie nicht vorgesehen.
Seit dem 18. Jahrhundert entstanden einige höhere Töchterschulen, die jedoch vor allem für Mädchen aus adligen und wohlhabenden bürgerlichen Familien waren. Diese strebten zwar eine höhere Bildung an, aber vor allem zur persönlichen Entwicklung und zur Vorbereitung ihrer Rolle als Mutter und Ehefrau, nicht für eine berufliche Weiterqualifizierung.
Im 19. Jahrhundert gab es vermehrt mittlere Töchterschulen und Elementar-Mädchenschulen vor allem in den größeren Städten, die aber in offiziellen Verzeichnissen meist nicht genannt wurden.
Ab 1873 wurden für die verschiedenen Mädchenschulformen verbindlichere Strukturen und Lehrpläne durch die jeweiligen Landesverwaltungen festgelegt. So wurden in Mädchen-Mittelschulen auch die Fächer Deutsch, Französisch, Geschichte, Geographie, Naturkunde unterrichtet, wie in höheren Mädchenschulen, nur mit einem anderen Inhalt. Es wurde aber von den meisten verantwortlichen männlichen Pädagogen und Behörden weiter die Unterschiedlichkeit der Ausbildung für beide Geschlechter betont.
Seit den 1890er Jahren entstanden die ersten Gymnasialkurse und Gymnasien für Mädchen, die diesen erstmals auch einen Abiturabschluss mit einer Hochschulzugangsberechtigung ermöglichten. Diese blieben aber auch in den folgenden Jahrzehnten von akademischen Tätigkeiten weitgehend ausgeschlossen.
1927 wurden Mädchenschulen rechtlich den Jungenschulen gleichgestellt.

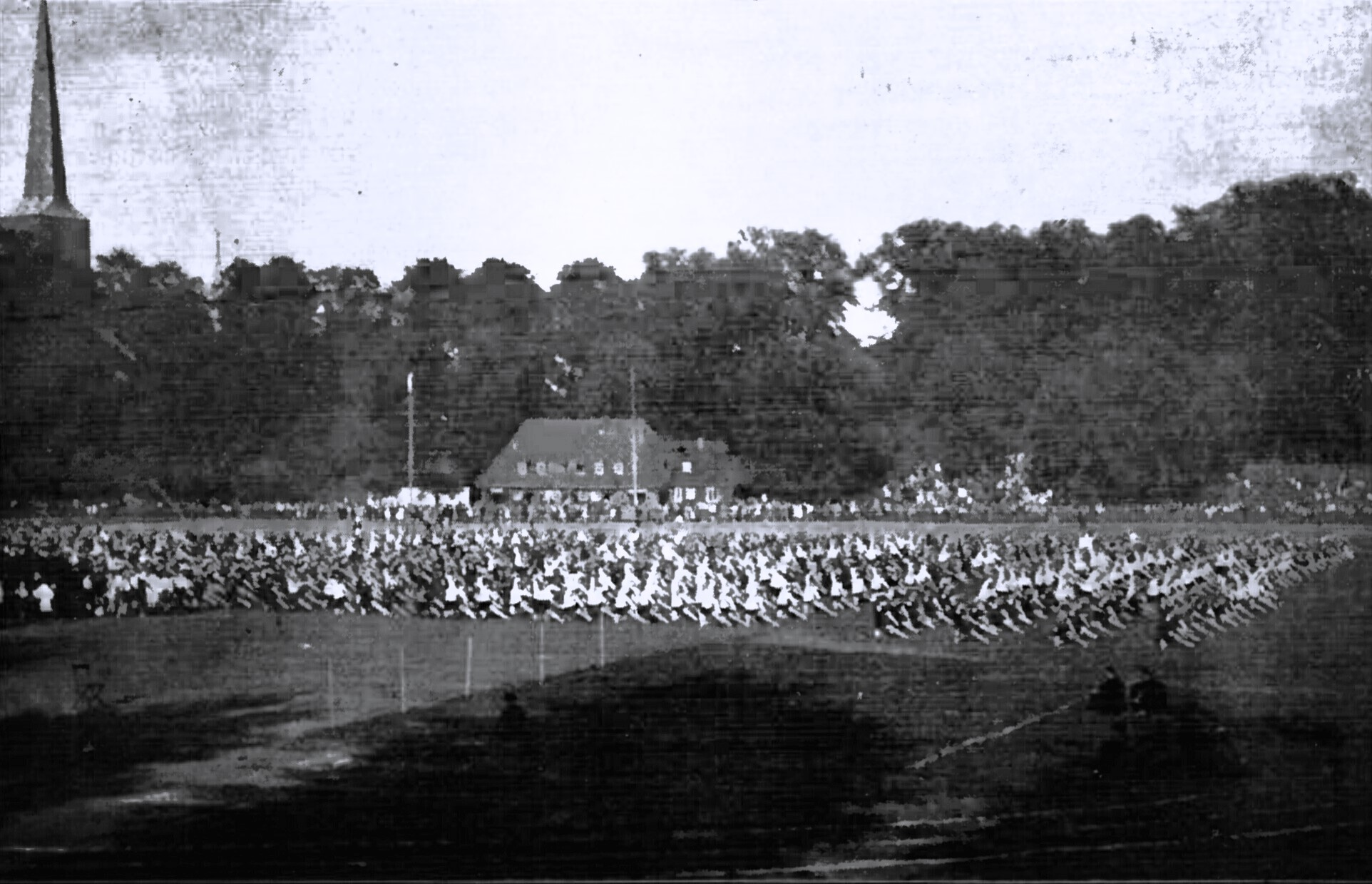
Kampfspiele der Lübeckischen Mädchenschulen am 13. September 1925 auf dem Buniamshof

Nach 1945 wurden in der Sowjetischen Besatzungszone und der DDR fast alle Mädchenschulen umgewandelt oder aufgelöst, es blieb nur die katholische Theresienschule in Berlin bestehen.
In Westdeutschland gab es bis in die frühen 1970er Jahre viele Mädchenschulen, erst danach setzte sich der koedukative Unterricht gemeinsam mit Jungen durch.
2021 gab es noch etwas über 120 Mädchenschulen von etwa 36.000 Schulen in Deutschland, die meisten in Bayern, dagegen keine in Schleswig-Holstein und Ostdeutschland.
In der Gegenwart werden Vor- und Nachteile von monoedukativen Schulenformen und Unterrichtsformen gegeneinander abgewogen, wobei es vermehrt Vorschläge gibt, zumindest teilweise getrennten Unterricht für Mädchen in einigen Fächern wie Physik und Sport durchzuführen.

## Weitere Länder

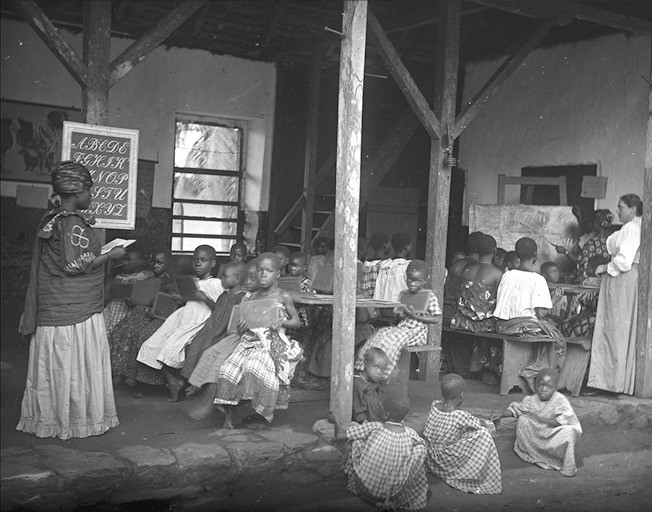
Mädchenmissionsschule in Ghana, 1900

In den meisten Ländern gibt es verschiedene Formen von Mädchenschulen, vor allem für jüngere Schülerinnen. Diese sind aber in den meisten Fällen gesellschaftlich niedriger angesehen als Jungenschulen.